# 임지형 (작가)
임지형은 대한민국의 아동 문학 작가이다.

## 생애
2008년 무등일보 신춘문예를 통해 등단하였다. 2009년 제1회 목포문학상을 수상하면서 본격적인 작품 활동을 시작하여 30여 권의 동화책을 출간하였다. 한우리 독서 논술지도사로도 활동하였으며 2011년 광주문화재단 및 2013년 한국예술인복지재단에서 창작 지원금을 받은 바 있다. 다수의 작품이 우수 문학 도서로 선정되기도 하였으며 신춘문예 심사위원으로도 참여하였다.

## 저서

### 동화

#### 2015년 및 이전
- 《신춘문예 당선동화》 (동쪽나라, 2008)[7]
- 《진짜 거짓말: 임지형 동화집》 (청개구리, 2011)[8]
- 《열두 살의 모나리자》 (아이앤북, 2013)[9]
- 《마루타 소년》 (아이앤북, 2014)[10]
- 《하늘나라 우체통》 (문학들, 심미안, 2015)[11]
- 《가족 선언문》 (아이앤북, 2015)[12]

#### 2016년
- 《고민 들어 주는 큰입이》 (개암나무, 2016)[13]
- 《얼굴 시장》 (꿈꾸는 초승달, 키즈엠, 2016)[14]
- 《슈퍼 히어로 우리 아빠》 (고래가숨쉬는도서관, 2016)[15]
- 《우리 반 욕 킬러》 (미래엔, 2016)[16]
- 《피자 선거》 (개암나무, 2016)[17]

#### 2017년
- 《평생 친구 인증서》 (꿈꾸는 초승달, 키즈엠, 2017)[18]
- 《진짜 거짓말》 (고래가숨쉬는도서관, 2017)[19]
- 《글로벌 컬처 클럽》 (아이앤북, 2017)[20]
- 《인증샷 전쟁: 임지형 단편 모음집》 (꿈꾸는 초승달, 키즈엠, 2017)[21]
- 《방과 후 초능력 클럽》 (미래엔, 2017)[22]

#### 2018년
- 《영혼을 파는 가게》 (꿈초, 키즈엠, 2018)[23]
- 《고구마 선거》 (개암나무, 2018)[24]
- 《아직 끝이 아니다: super 지구별 배구왕 김연경》 (가연, 2018)[25]
- 《바나나 가족》 (스푼북, 2018)[26]
- 《슈퍼 히어로 학교》 (고래가숨쉬는도서관, 2018)[27]
- 《이민기의 이민기》 (웃는돌고래, 이후, 2018)[28]
- 《유튜브 스타 금은동》 (국민서관, 2018)[29]

#### 2019년
- 《너는 커서 뭐 될래?》 (노란상상, 2019)[30]
- 《마루타 소년》 (아이앤북, 2019)[31]
- 《아빠가 둘이야?》 (키다리, 2019)[32]
- 《열한 살, 사랑하기 딱 좋은 나이》 (거북이북스, 2019)[33]
- 《가족 선언문》 (아이앤북, 2019)[34]
- 《괴짜 예술가의 오매오매 광주 여행》 (웅진씽크빅, 2019)[35]
- 《아쉬람에 사는 아이》 (고래가숨쉬는도서관, 2019)[36]

#### 2020년
- 《가짜 뉴스 방어 클럽》 (국민서관, 2020)[37]
- 《요술 화장품》 (스푼북, 2020)[38]
- 《나랑 딱 맞는 친구 찾아요 : 랜선 친구는 어때?》 (지학사, 2020)[39]
- 《늙은 아이들》 (고래가숨쉬는도서관, 2020)[40]
- 《방과 후 슈퍼 초능력 클럽》 (미래엔, 2020)[41]

#### 2021년
- 《돌아온 유튜브 스타 금은동》 (국민서관, 2021)[42]
- 《우리 반 코코 샤넬》 (리틀씨앤톡, 2021)[43]
- 《영화 속 그 아이》 (고래가숨쉬는도서관, 2021)[44]

### 소설
- 《나는 동화 작가다》 (가치창조, 2021)[45]